# Hehu (sockenhuvudort i Kina, Jiangxi Sheng, lat 27,93, long 115,72)
Hehu är en sockenhuvudort i Kina. Den ligger i provinsen Jiangxi, i den sydöstra delen av landet, omkring 85 kilometer söder om provinshuvudstaden Nanchang. Antalet invånare är 27 031. Befolkningen består av 12 454 kvinnor och 14 577 män. Barn under 15 år utgör 19,0 %, vuxna 15-64 år 72 %, och äldre över 65 år 7,0 %.
Runt Hehu är det tätbefolkat, med 459 invånare per kvadratkilometer. Närmaste större samhälle är Rongtang, 20,0 km norr om Hehu. I omgivningarna runt Hehu växer i huvudsak blandskog.
Genomsnittlig årsnederbörd är 2 267 millimeter. Den regnigaste månaden är juni, med i genomsnitt 364 mm nederbörd, och den torraste är oktober, med 22 mm nederbörd.